# Condado de Lewis (Idaho)
El condado de Lewis (en inglés: Lewis County), fundado en 1911, es uno de los 44 condados del estado estadounidense de Idaho. En el año 2000 tenía una población de 3.747 habitantes con una densidad poblacional de 3 personas por km². La sede del condado es Nezperce.

## Geografía
Según la Oficina del Censo, el condado tiene un área total de 1243 km² (479,9 mi²), de la cual 1241 km² (479,2 mi²) es tierra y 2 km² (0,8 mi²) (0.16%) es agua.

### Condados adyacentes
- Condado de Nez Perce - norte, oeste
- Condado de Idaho - sur, este
- Condado de Clearwater - noreste

## Demografía
En el 2000 la renta per cápita promedia del condado era de $31,413, y el ingreso promedio para una familia era de $37,336. En 2000 los hombres tenían un ingreso per cápita de $31,021 versus $22,538 para las mujeres. El ingreso per cápita para el condado era de $15,942. Alrededor del 12.00% de la población estaba bajo el umbral de pobreza nacional.

## Ciudades
- Craigmont
- Kamiah
- Nezperce
- Reubens
- Winchester